# Eupithecia addictata
Eupithecia addictata är en fjärilsart som beskrevs av Karl Dietze 1908. Eupithecia addictata ingår i släktet Eupithecia och familjen mätare. Inga underarter finns listade i Catalogue of Life.

## Bildgalleri

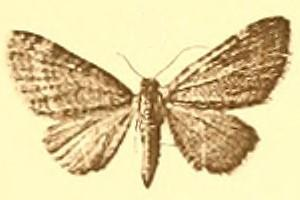